# Casa Consistorial de Badalona
La Casa Consistorial de Badalona és un edifici situat a la plaça de la Vila, catalogat com a bé cultural d'interès local. Des del 1859 és la seu de l'Ajuntament de Badalona, tot i que actualment només ho és a nivell institucional, on es realitzen els plens i altres actes simbòlics, i la gestió administrativa s'ha traslladat majoritàriament als edificis d'oficines d'El Viver.

## Història

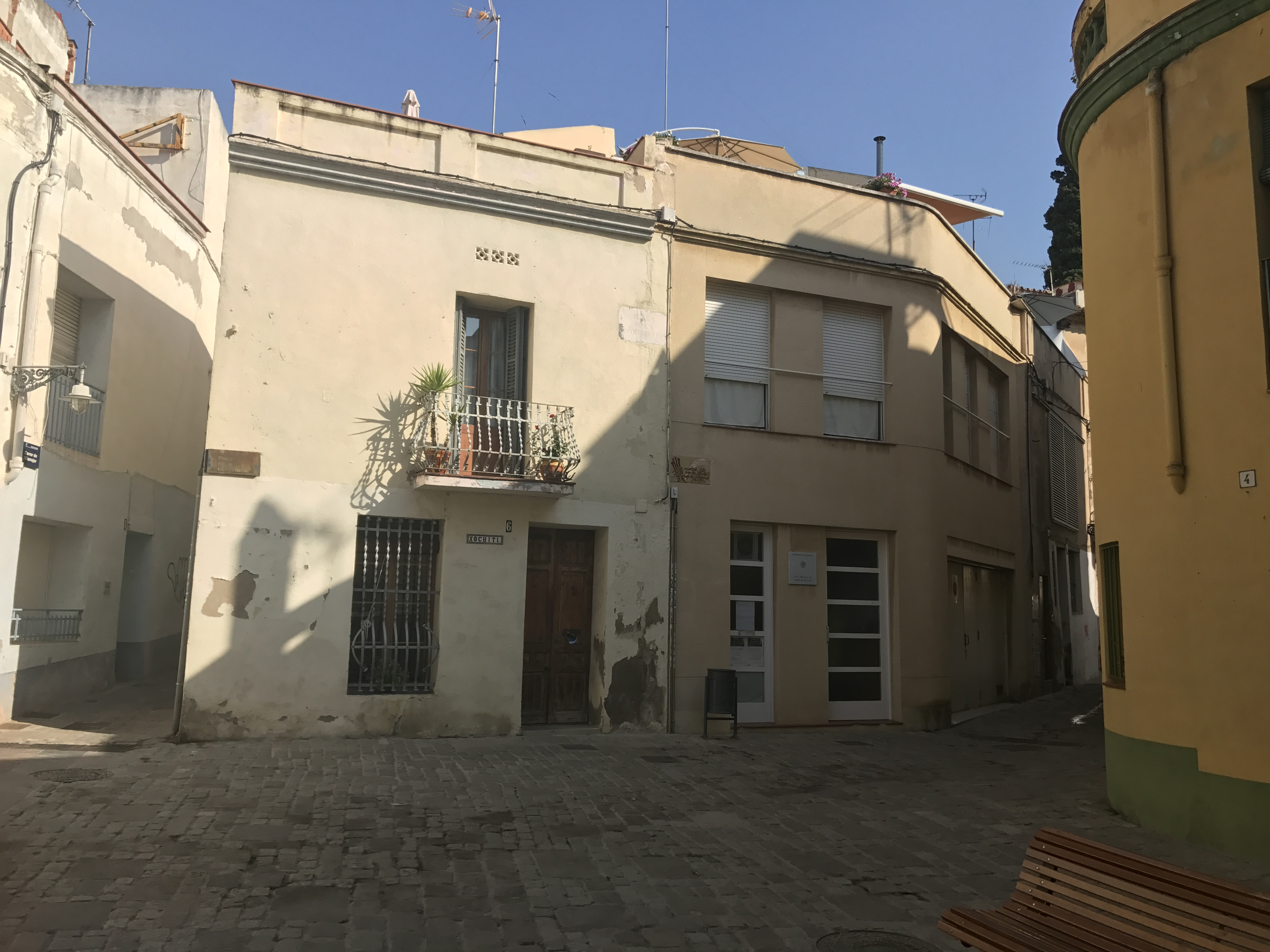
L'antic Ajuntament

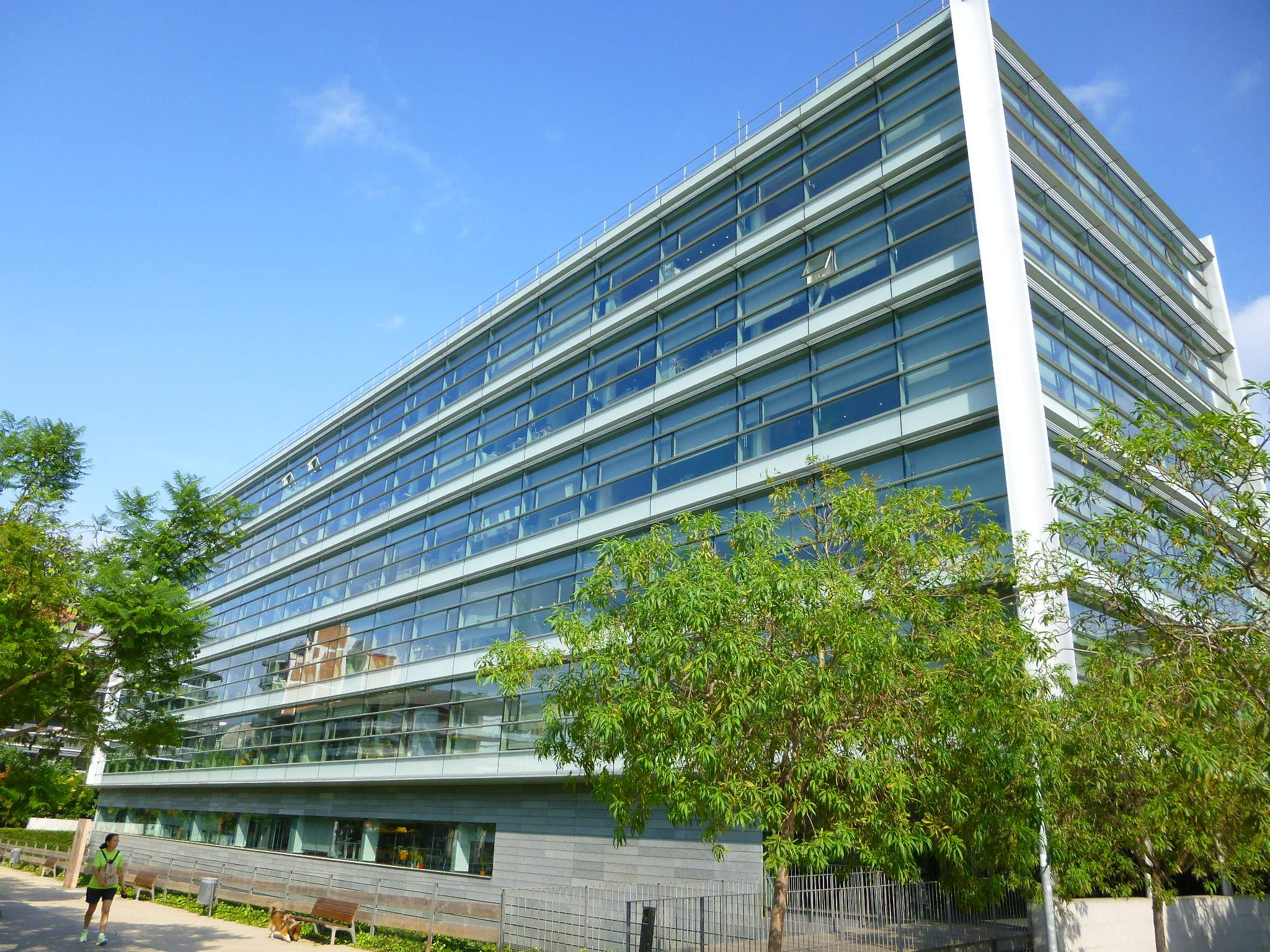
Edifici d'El Viver

Fins al segle xix, l'antiga casa consistorial es trobava als números 5 i 6 de la plaça de la plaça de la Constitució, tradicionalment coneguda com «la plaça» per antonomàsia, al nucli antic de la vila, el Dalt de la Vila, tot i que l'aspecte que tenia de masia ha canviat amb els pas dels anys, ja que el 1982  un dels habitatges va haver de ser enderrocat a causa del seu mal estat de conservació. Segons Josep Maria Cuyàs, quan va acabar la Guerra del Francès no hi havia prou espai i el 1818 es va decidir llogar una fonda al carrer de Sant Antoni per acollir els serveis municipals i el 1838 s'hi va habilitar el despatx d'alcaldia, que va compartir espai amb els retens de la milícia nacional. Moltes vegades les sessions plenàries s'havien de celebrar a casa de l'alcalde o del secretari.
Després d'estudiar diverses propostes, es va signar un conveni amb Andreu Clarós i Horta el 2 de desembre de 1843, en virtut del qual se cedia un terreny a la carretera Reial, a la zona coneguda llavors com el Baix a Mar, el primer eixample de la vila vers el mar, per a la construcció de la nova casa consistorial, alhora que s'acordava la creació d'una plaça pública al mateix indret, que va alternar el nom de Nova i del Duc de la Victòria –en honor del general Baldomero Espartero–, segons el moment polític, que seria el germen de l'actual plaça de la Vila. Vers 1845 s'hi va bastir una nova casa consistorial, de la qual no es conserven imatges, però que devia tenir un aspecte modest i senzill, similar als habitatges del voltant i que ben aviat va quedar obsoleta, a causa del creixement de la vila.
Després de fer diverses obres de reordenació de l'edifici, el 1856, l'Ajuntament president per Josep Viñas va acordar la construcció d'un nou edifici i el va encarregar al nou arquitecte municipal, Francisco de Paula del Villar y Lozano, que havia descartat la remodelació del vell edifici, que fou enderrocat. Després de diversos tràmits burocràtics, el 29 d'abril de 1859 se'n va col·locar la primera pedra. Les obres van acabar oficialment el 1877, i mentrestant, l'Ajuntament va llogar una casa per a poder dur a terme les seves activitats. Tanmateix, és probable que fos utilitzada almenys des del 1866. Posteriorment se n'han fet reformes, el 1888 es va fer una redistribució interna de les seves dependències, amb l'eliminació de les escoles, que es van ubicar a un altre edifici. L'interior va ser reformat de nou entre 1924 i 1928, durant l'alcaldia de Pere Sabaté i Curto, durant la dictadura de Primo de Rivera.

## Edifici
Tradicionalment, hom ha afirmat que la façana era d'influència antillana, basat en l'antic ajuntament de Santa Clara (Cuba), per imposició de l'alcalde Viñas –que havia passat deu anys a l'illa– a Villar, però estudis posteriors han demostrat que la casa consistorial de Badalona és una còpia gairebé idèntica d'un projecte no materialitzat de casa consistorial per a Sant Cugat del Vallès, obra d'Elies Rogent. La façana és de caràcter historicista amb influències del Rundbogenstil alemany, present sobretot en els arcs de mig punt i les motllures en funció de guardapols. Les cantonades estan decorades amb columnes corínties de fust estucat imitant carreus rústics, que imiten palmeres.
Inicialment, va servir no només com a seu de l'Ajuntament de Badalona sinó que també tenia tot una sèrie de dependències emprades en termes generals com a serveis locals per a la ciutat, com podien ser una escola, el jutjat municipal, el dispensari, entre d'altres. També comptava amb un laboratori, un dipòsit per als detinguts i fins i tot una habitació per al conserge. Això no obstant, entre 1924 i 1928 totes aquestes dependències foren suprimides.
En l'actualitat, l'edifici només és utilitzat per a activitats merament representatives, a més d'acollir els plenaris en el Saló de Sessions, però també s'utilitzen els depatxos de l'alcaldia i d'algunes tinences d'alcaldia.